# Suzanne Delvé
Suzanne Lucie Charlotte Vedelle coneguda com Suzanne Delvé (5è districte de París, 24 de novembre de 1892 - Montgeron, 10 d’agost de 1986)va ser una actriu francesa.

## Filmografia parcial
- 1914 : Marie-Jeanne ou la Femme du peuple de Georges Denola
- 1915 : L'Heure du rêve de Léonce Perret
- 1916 : Les Vampires 7 : Satanas de Louis Feuillade
- 1916 : Le Pied qui étreint de Jacques Feyder
- 1916 : Têtes de femmes, femmes de tête de Jacques Feyder
- 1916 : C'est pour les orphelins ! de Louis Feuillade
- 1916 : La Belle aux cheveux d'or de Léonce Perret
- 1917 : L'Esclave de Phidias de Léonce Perret et Louis Feuillade
- 1918 : La Course du flambeau de Charles Burguet
- 1926 : Le Berceau de Dieu de Fred Leroy-Granville
- 1926 : Martyre de Charles Burguet
- 1930 : Accusée, levez-vous ! de Maurice Tourneur
- 1931 : Le Roi du cirage de Pierre Colombier

## Teatre
- 1928 : Le Démon de la chair de Pierre Sabatier i Victor de La Fortelle,[N 1] representat per primera vegada, el 29 de novembre de 1927, al Théâtre des Arts sota la direcció de Rodolphe Darzens.[3]
- 1930 : Business, peça de Pierre Sabatier segons la seva novel·la Judith, primera actuació el 22 de març de 1930 al théâtre de la Renaissance.[4]